# ピアルコ国際空港
ピアルコ国際空港（ピアルコこくさいくうこう、英語：Piarco International Airport）は、トリニダード・トバゴの首都ポートオブスペインから25km東に離れた場所に位置している国際空港。カリビアン航空のハブ空港である。

## 歴史

### 第二次世界大戦期
1931年1月8日開港。第二次世界大戦中、アメリカ陸軍航空軍第6空軍とアメリカ海軍飛行隊が使用し、南カリブ海上空の対潜パトロール飛行などを行っていた。
米国陸軍空軍第6空軍は、対潜パトロールを行うため以下の爆撃隊を配置した。
- 第1爆撃中隊（第9爆撃グループ）1941年4月24日から10月29日（B-18ボロ）
- 第10爆撃隊（第25爆撃グループ）1943年8月27日から10月12日（B-18ボロ）
- 第35爆撃飛行隊（第25爆撃グループ）1943年8月27日から10月12日（B-18ボロ）

### 近代化
新ターミナルの建設や高速誘導路の建設などの空港の大規模な拡張工事が2001年に完了。以前のターミナルは貨物ターミナルとして使用されている。

## 就航路線

### 国内線
| 航空会社       | 就航地   |
| -------------- | -------- |
| カリビアン航空 | トバゴ島 |

### 国際線
| 航空会社                   | 就航地 |
| -------------------------- | --- |
| カリビアン航空             | キュラソー、セントジョージズ、ブリッジタウン、キングスタウン、セントルシア/チャールズ、セントジョンズ、フィリップスブルフ、キングストン、ハバナ、ナッソー、ジョージタウン/チェディ・ジェーガン、パラマリボ、カラカス、オーランド、マイアミ、フォートローダーデール、ニューヨーク/JFK、トロント |
| LIAT                       | セントジョージズ、キングスタウン、ブリッジタウン、セントルシア/チャールズ、セントジョンズ、ジョージタウン/オグール |
| スリナム航空               | キュラソー、パラマリボ |
| RUTACA航空                 | ポルラマル、バルセロナ |
| ベネゾラ                   | カラカス |
| コパ航空                   | パナマシティ |
| アメリカン航空             | マイアミ |
| ユナイテッド航空           | ヒューストン、ニューアーク |
| ジェットブルー航空         | フォートローダーデール、ニューヨーク/JFK |
| エア・カナダ               | トロント |
| ウェストジェット           | トロント |
| ブリティッシュエアウェイズ | セントルシア/ヘウノラ、ロンドン/ガトウィック |